# Chamaefilix cirrhatum
Chamaefilix cirrhatum là một loài thực vật có mạch trong họ Aspleniaceae. Loài này được (Rich. ex Willd.) Farw. miêu tả khoa học đầu tiên năm 1931.